# Sperian
Sperian (anciennement Bacou-Dalloz) était un groupe industriel international dans le secteur de la conception, fabrication et commercialisation d'équipement de protection individuelle.

## Histoire
En 1993, Bacou-Dalloz rachète l'usine de masques respiratoires de Plaintel au suédois Bilsom.
En juin 2007, Bacou-Dalloz est renommée Sperian Protection.
En septembre 2010, la multinationale Honeywell acquiert Sperian Protection. Ses activités sont alors intégrées à Honeywell.
La marque Sperian est maintenue dans l'intitulé des sociétés : Sperian Protection (holding) à Villepinte, Sperian Protection Footwears à Givors et Sperian Logistics Systems Sevrey.